# Manfred Müller (évêque)
Pour les articles homonymes, voir Manfred Müller et Müller.
Manfred Müller, né le 15 novembre 1926 à Augsbourg et mort le 20 mai 2015 à Mallersdorf-Pfaffenberg) est un prélat bavarois qui fut évêque de Ratisbonne de 1982 à 2002.

## Biographie
Manfred Müller étudie à la Volksschule de sa ville, puis à l'Oberrealschule (aujourd'hui: le Holbein-Gymnasium). En 1943 à seize ans, il est réquisitionné dans la défense civile anti-aérienne, puis enrôlé dans la Wehrmacht et prend part à la Seconde Guerre mondiale en tant que soldat. À la fin de la guerre il est fait prisonnier par l'armée britannique et il est libéré en 1946 à l'âge de dix-neuf ans. Il étudie la philosophie à la faculté de philosophie et de théologie de Dillingen, puis la théologie au Georgianum ducal (de) de l'université de Munich. Il est ordonné prêtre le 24 juin 1952 à Munich. De 1955 à 1972, il travaille comme professeur de religion et directeur d'études à Augsbourg. 
Le pape Paul VI le nomme le 3 janvier 1972 évêque titulaire (in partibus) d'Iubaltiana (de) et évêque auxiliaire d'Augsbourg. Il est consacré le 25 mars (fête de l'Annonciation) suivant par Josef Stimpfle, évêque d'Augsbourg avec comme coconsécrateurs l'évêque de Ratisbonne, Rudolf Graber, l'évêque de Passau, Antonius Hofmann (de) et l'évêque titulaire de Castra Martis, Platon Wolodyslaw Kornyljak (de) en la cathédrale d'Augsbourg. Il prend comme devise épiscopale «proclamer la vérité dans l'amour» (Eph. 4:15). Le pape Jean-Paul II le nomme évêque de Ratisbonne le 16 juin 1982, succédant à Rudolf Graber; son intronisation à la cathédrale de Ratisbonne a lieu le 18 septembre 1982.
En 1985, il est promu par le cardinal-grand-maître Maximilien de Fürstenberg grand officier de l'ordre des chevaliers du Saint-Sépulcre de Jérusalem et investi le 11 mai 1985 par le cardinal Hengsbach, grand prieur de la lieutenance allemande. 
Le 15 janvier 2002, le pape Jean-Paul II accepte la démission pour raison d'âge de Manfred Müller, qu'il avait soumise à l'âge de 75 ans. Manfred Müller s'installe alors chez les Pauvres franciscaines de la Sainte-Famille à l'abbaye de Mallersdorf, où il meurt le 20 mai 2015 à l'âge de 88 ans des suites d'un accident vasculaire cérébral subi en 2014. Sa tombe se trouve à la cathédrale de Ratisbonne. Gerhard Ludwig Müller lui succède.

## Œuvre et carrière
Même avant d'être évêque, il a toujours été passionné par l'enseignement et l'instruction religieuse. Initialement actif comme aumônier à Starnberg, il a enseigné pendant sept ans à l'école professionnelle d'Augsbourg, trois ans au lycée de Lindenberg et six ans au Holbein-Gymnasium d'Augsbourg, son ancien lycée. Ensuite, il a occupé le poste de conseiller spécialisé pour l'enseignement religieux catholique en Bavière méridionale. Pendant son temps comme évêque de Ratisbonne, il a été rapporteur pour les questions scolaires à la Conférence épiscopale allemande, responsable par exemple de l'approbation des livres et catéchismes utilisés dans l'instruction religieuse bavaroise. À partir de 1983, il a été membre du conseil d'administration du Katholisches Schulwerk für Bayern. 
En outre, il a été membre à partir de 1972 et président de 1982 à 1992 de la commission des questions de science et de culture, en 1991 président de la commission de l'éducation et de l'école de la Conférence épiscopale allemande et de 1981 à 1986 membre de la commission journalistique. De 1978 à 1987, Manfred Müller a été président du jury pour l'attribution du Prix du livre catholique pour l'enfance et la jeunesse de la Conférence épiscopale allemande et de 1982 à 1986 président du OIEC (Office international de l'enseignement catholique). En 2001, la Bischof-Manfred-Müller-Schule de Ratisbonne porte son nom, pour lequel il a fait don d'une somme à six chiffres provenant de sa fortune privée.
Alors qu'il essayait de prendre une position médiatrice et neutre dans le différend politique concernant l'usine de retraitement de Wackersdorf qui divisait la population du Haut-Palatinat, à la fin des années 1990, il a pris une position claire en faveur du maintien de l'Église catholique dans le conseil en cas de conflit de grossesse.
Après la Révolution de velours dans la Bohême voisine (République tchèque), Manfred Müller s'est engagé dans le soutien des diocèses de Prague et de Pilsen (de). À Pilsen, il a parrainé le lycée catholique nouvellement construit, et à Prague le nouveau bâtiment de la première église catholique après plus de cinquante ans de persécution du catholicisme et d'athéisme d'État. 

## Succession apostolique
Manfred Müller a ordonné les évêques suivants :
- Évêque Wilhelm Schraml (de) (1986)

## Distinctions
- Commandeur avec étoile de l'Ordre des Chevaliers du Saint-Sépulcre de Jérusalem (1985)
- Croix du mérite de 1re classe de l'Ordre du Mérite de la République fédérale d'Allemagne (1991)
- Médaille d'or du citoyen d'honneur de la ville de Ratisbonne (2001)
- L'école primaire et secondaire catholique libre qu'il a fondée à Ratisbonne porte son nom (2006) [4]
- Ordre bavarois du Mérite
- Médaille pour services spéciaux à la Bavière dans une Europe unie
- Grand Croix du Mérite de l'Ordre du Mérite de la République fédérale d'Allemagne
- Grand Croix pro piis meritis de l'ordre souverain de Malte.